# تاتسويا إيكيدا
تاتسويا إيكيدا (باليابانية: 池田 達哉) (18 مايو 1988 في اليابان – )؛ هو لاعب كرة قدم ياباني سابق كان يلعب كمدافع.

## وصلات خارجية
- تاتسويا إيكيدا على موقع رابطة كرة القدم اليابانية للمحترفين (اليابانية)
- تاتسويا إيكيدا على موقع قاعدة بيانات كرة القدم.إي يو (الإنجليزية)
- تاتسويا إيكيدا على موقع Soccerway.com (الإنجليزية)
- تاتسويا إيكيدا على موقع عالم كرة القدم.نت (الإنجليزية)
- تاتسويا إيكيدا على موقع كووورة